# 初唐の三大家

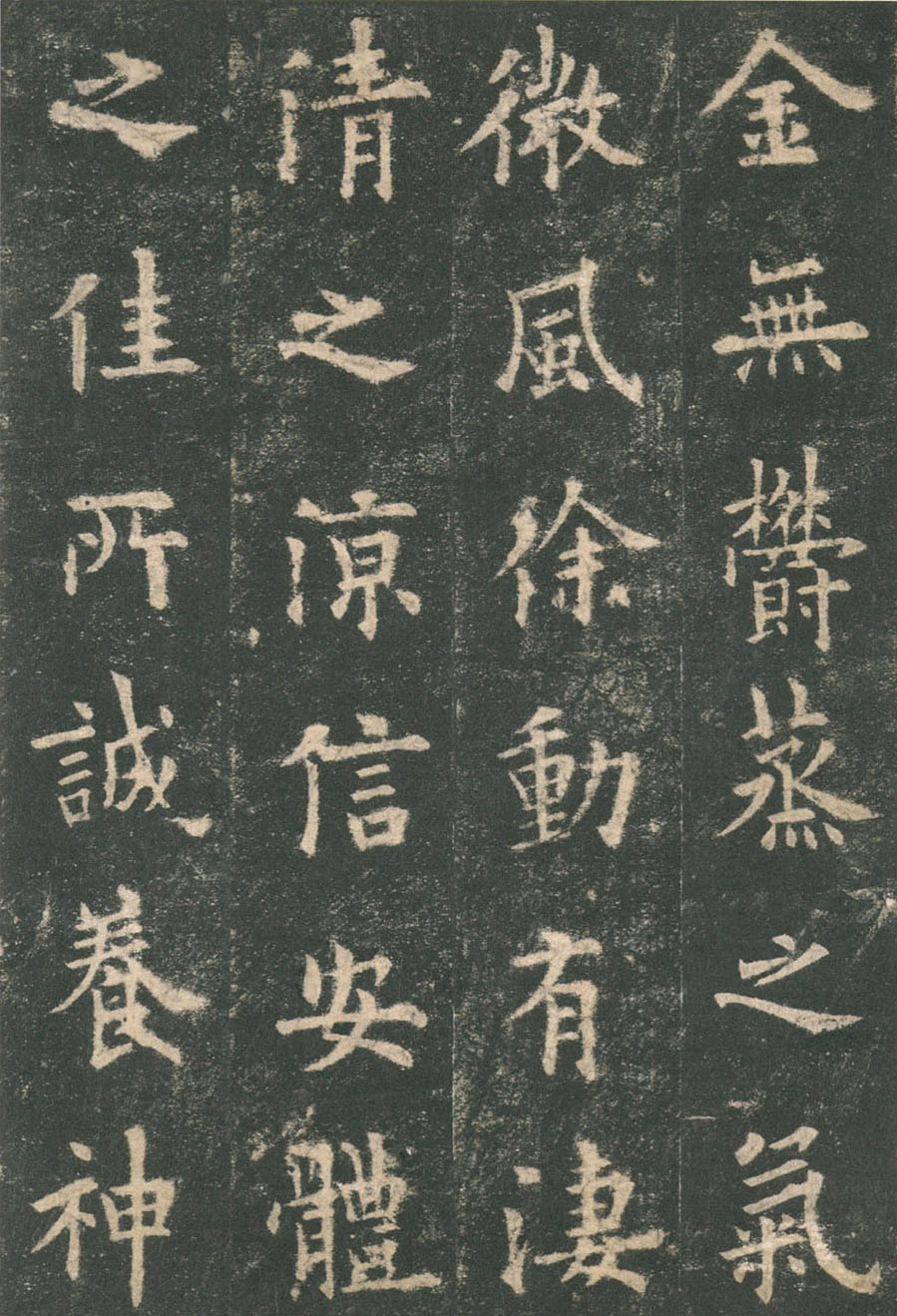
『九成宮醴泉銘』（部分）欧陽詢筆

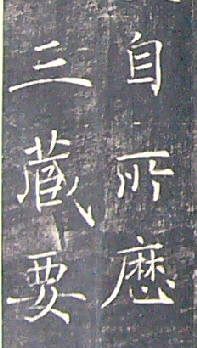
『雁塔聖教序』（部分）褚遂良筆

初唐の三大家（しょとうのさんたいか）とは、中国の唐代の初期に、皇帝である太宗に仕えた書の大家である欧陽詢・虞世南・褚遂良の3名を指す。

## 概要
初唐には書道の名人・大家が多数輩出されたが、これは他の時代に類例を見ない。中でも欧陽詢・虞世南・褚遂良の3名を初唐の三大家と称し、この三大家に至って楷書は最高の完成域に到達する。

## 背景

### 唐代概観
唐の歴史は300年に亘り、そのうち隆盛期は文化でも発展を見た時代である。隋末の反乱を平定して唐朝をはじめたのは李淵（高祖）で、都を長安（現在の西安）に定め、建元して武徳元年（618年）とした。しかし真にその基礎を築いたのはその子の李世民（太宗）の力が多大であった。唐代は初唐・盛唐・中唐・晩唐の4期に分けることができ、三大家が活躍した初唐の時代は、長安を中心に燦然たる文化を育んだ時代である。

### 楷書の成立
楷書の成立について、西川寧が『六朝の書道』（1931年）の中で『持世経跋』（449年）が最も初期の遺品であるとしている。また、伏見冲敬はこの『持世経跋』より30数年古い『佛説無量寿経』（415年）を示している。しかし、王羲之の書とされる『楽毅論』・『黄庭経』などの楷書作品は4世紀半ばに書かれたとされるため、真跡がなく信憑性に乏しいが楷書の成立は王羲之前後まで溯ると思われる。5世紀末頃になって、「北魏体」・「六朝体」などと称される多くの楷書の刻石が見られるようになり、その後、時代を経て洗練され初唐の楷書に至る。

## 初唐の三大家
| 三大家 | 生没年        | 名称（書体、西暦） |
| ------ | ------------- | --- |
| 欧陽詢 | 557年 - 641年 | - 宗聖観記（隷書、626年） - 房彦謙碑（隷書、631年） - 化度寺邕禅師塔銘（楷書、631年） - 九成宮醴泉銘（楷書、632年） - 温彦博碑（楷書、637年） - 皇甫誕碑（楷書、627年から641年頃） |
| 虞世南 | 558年 - 638年 | - 孔子廟堂碑（楷書、627年頃） |
| 褚遂良 | 596年 - 658年 | - 伊闕仏龕碑（楷書、641年） - 孟法師碑（楷書、642年） - 房玄齢碑（楷書、649年から652年頃） - 雁塔聖教序（楷書、653年）                                                             |

三大家はともに江南（長江南岸地帯）の出身で、欧陽詢と虞世南はほとんど同年輩で、どちらも80歳を過ぎてから亡くなっている。褚遂良は彼らより一世代若く、父の褚亮が欧陽詢の友人で、欧陽詢は褚遂良を高く評価していた。虞世南が亡くなったとき、書法の後継者として魏徴が太宗に褚遂良を推薦した。三大家は単に書法に優れていただけでなく、学者であり、官僚であった。唐朝の任官の資格には、身（容姿）・言（言語）・判（判断能力）の他に、書（書法）が必須とされており、三大家は政治と文化の交わりの中で高い地位にいた。太宗が即位してから弘文館が置かれ、天下賢良の士を選び、欧陽詢・虞世南・褚亮らが選ばれて弘文館学士の称号を与えられた。この職務を授けられることは臣下として大変名誉なことであり、彼らは政府の官僚でありながら、学士を兼ねたのである。弘文館では、書を好んで学ぶ者、書の素質のある者を集め、欧陽詢と虞世南は書法を教授し、ここから多くの能書が輩出した。

### 初唐の四大家
初唐の三大家に薛稷を加えて初唐の四大家と称す。また欧陽詢は楷書の四大家の一人でもある（他に顔真卿・柳公権・趙孟頫）。

## 太宗（李世民）

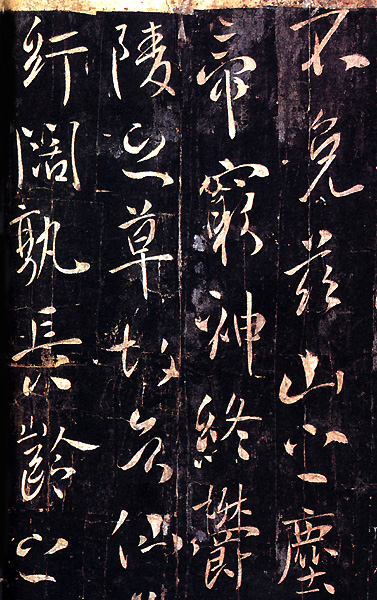
『温泉銘』（部分）太宗筆

唐の第2代皇帝で、父の李淵とともに唐王朝を建国し、父の亡き後はいわゆる貞観の治を行った名天子である。唐朝の燦然たる文化はこの君主により始まった。書の方面では王羲之の書を愛好し、貞観年間（627年 - 649年）を通じてその真跡を集め、整理してこれを保護し、また搨本を作って臣下に与え、自分自身も書を学んだ。ことに行書・飛白に長じ、『晋祠銘』（しんしめい）、『温泉銘』（おんせんめい）など、筆勢雄渾な行書を残した。歴代帝王中、第一の能書といわれ、また有能な書家を重く用いたことにより初唐の三大家が輩出するなど、書の黄金時代を現出するに至った。

### 晋祠銘
貞観20年（646年）の書である。晋祠は晋王祠ともいい、春秋時代の晋国の祖の唐叔虞を祀った祠廟で、山西省太原市にある。碑額は飛白で、「貞観廿年正月廿六日」の9文字、銘文は行書で書いている。その内容は、父の高祖とともに隋末の混乱時に兵を起こすにあたり、晋祠に武運を祈願し、それから30年後、高祖のあとを受けて帝位についた太宗が神の徳に感謝したものである。太宗が高句麗征伐の帰途、太原に滞在したときに作った文で、自ら書して碑に刻させた。筆意は自由自在でわだかまりがなく、筆勢雄渾なその書は、行書で書かれた最古の碑でもある。本文28行、各行44〜50字であるが、石質が悪いため破損が多く、よい拓本がない。

### 温泉銘
貞観22年（648年）、太宗51歳の書。1908年、ポール・ペリオによって敦煌石窟から搬出された残欠の拓本で、前半を欠くが見事な行書である。温泉とは長安に近い臨潼県の驪山（りざん）温泉のことで、その霊効や風物を叙した文になっている。太宗はしばしばここに行幸し、のちに玄宗が楊貴妃とともに遊楽に耽った場所としても有名である。
文中、自身を朕と称していることや、「世」・「民」などの太宗の諱が避諱欠画されていないことなどから、太宗の自作自筆とされている。碑額は散隷（さんれい、隷書風の飛白体）で「貞観」の2字が書かれ、離宮の南門にあたる昭陽門内に碑楼を造って安置されたと推測される。碑は早く失われ、この拓本の発見によって初めて世に出た。文字は奔放にして気骨があり絶品である。またこの拓本は巻子本で48行あり、末尾に「永徽四年八月三十一日圉谷府果毅……」という墨書がある。所有者が、永徽4年（653年）、つまり建碑してから僅か5年のうちに拓したもので、磨滅は全くない。

## 関連年譜
| 王朝 | 西暦  | 関連事跡                                                                                  |
| ---- | ----- | ----------------------------------------------------------------------------------------- |
| 陳   | 557年 | - 欧陽詢生まれる。 - 陳霸先が即位（陳の武帝）。                                           |
| 陳   | 558年 | - 虞世南生まれる。                                                                        |
| 陳   | 577年 | - 房玄齢生まれる。                                                                        |
| 陳   | 580年 | - 魏徴生まれる。                                                                          |
| 隋   | 581年 | - 楊堅が即位（隋の文帝）。                                                                |
| 隋   | 596年 | - 褚遂良生まれる。                                                                        |
| 隋   | 611年 | - 『姚辯墓誌』（欧陽詢）。                                                                |
| 隋   | 615年 | - 房彦謙没。                                                                              |
| 唐   | 618年 | - 李淵が即位（唐の高祖）。                                                                |
| 唐   | 626年 | - 高祖が譲位し、太宗が即位。 - 『宗聖観記』（欧陽詢）。                                   |
| 唐   | 627年 | - 太宗が弘文館を興し、虞世南・欧陽詢が学士となる。 - このころ、『孔子廟堂碑』（虞世南）。 |
| 唐   | 628年 | - 高宗生まれる。                                                                          |
| 唐   | 629年 | - 『破邪論序』（虞世南）。 - 玄奘インドへ。                                               |
| 唐   | 630年 | - 『昭仁寺碑』（虞世南）。 - 『枯樹賦』（褚遂良）。                                       |
| 唐   | 631年 | - 『房彦謙碑』・『化度寺邕禅師塔銘』（欧陽詢）。                                          |
| 唐   | 632年 | - 『九成宮醴泉銘』（欧陽詢）。 - このころ、『皇甫誕碑』（欧陽詢）。                       |
| 唐   | 635年 | - 『般若波羅蜜多心経』（欧陽詢）。                                                        |
| 唐   | 636年 | - 『汝南公主墓誌』（虞世南）。                                                            |
| 唐   | 637年 | - 『温彦博碑』（欧陽詢）。                                                                |
| 唐   | 638年 | - 虞世南没（81歳）。                                                                      |
| 唐   | 639年 | - 『搨本楽毅論記』（褚遂良）。                                                            |
| 唐   | 641年 | - 『伊闕仏龕碑』（褚遂良）。 - 『行書千字文』（欧陽詢）。 - 欧陽詢没（85歳）。            |
| 唐   | 642年 | - 『孟法師碑』・『段志玄碑』（褚遂良）。                                                  |
| 唐   | 643年 | - 魏徴没。                                                                                |
| 唐   | 645年 | - 『帝京篇』（褚遂良）。 - 玄奘帰朝。                                                     |
| 唐   | 646年 | - 『晋祠銘』（太宗）。                                                                    |
| 唐   | 648年 | - 房玄齢没。 - 褚遂良が中書令となる。 - 『温泉銘』（太宗）。                              |
| 唐   | 649年 | - 太宗が没し、高宗が即位。 - 薛稷生まれる。 - 『文皇哀冊』（褚遂良）。                    |
| 唐   | 652年 | - このころ、『房玄齢碑』（褚遂良）。                                                      |
| 唐   | 653年 | - 『雁塔聖教序』（褚遂良）。                                                              |
| 唐   | 658年 | - 褚遂良没（63歳または64歳）。                                                            |